# Da Blitz
I Da Blitz sono stati un gruppo musicale italiano fondato nel 1994 e attivo fino al 1998. Nel 2004 il gruppo è stato riformato con il nome D.B. Reloaded.
In Italia ha raggiunto la vetta della classifica dei singoli con Stay with Me, successo bissato anche da Movin' On e Take Me Back (quarta posizione), I Believe (ottava) e Let Me Be (undicesima). Le loro canzoni sono comparse in innumerevoli raccolte di musica dance.

## Storia

### Da Blitz
Il gruppo è nato in seno alla Bliss Corporation, etichetta discografica italiana che ha prodotto anche i Bliss Team e gli Eiffel 65.
Il compositore e arrangiatore Simone Pastore ne è stato l’artefice, avendo composto a settembre del 1993 arrangiamenti e melodia del primo singolo Let me be e avendo, successivamente, utilizzato un sample da una acappella di Whitney Houston (All at Once) cantata da Viviana Presutti. La melodia del cantato ebbe origine proprio dal taglio del sample che successivamente, avendo suscitato l’attenzione della produzione, fu ricantato dalla stessa Viviana.
Tra i collaboratori stabili si ricordano Gabry Ponte e Domenico Capuano, mentre i produttori erano Massimo Gabutti in qualità di produttore artistico e A&R e Luciano Zucchet in qualità di produttore esecutivo.
Il nome del gruppo è stato scelto dal produttore Massimo Gabutti.
Sia Viviana Presutti (nata a Torino il 28 maggio 1972) che Simone Pastore (nato a Taranto il 20 settembre 1971), frequentavano l'Università a Torino: Scienze Biologiche lei e Farmacia lui. Il loro ingresso alla BlissCo. è nato dalla passione per la musica. Infatti i due hanno alle spalle diversi anni di studio di pianoforte e precedenti esperienze artistiche.
Il primo prodotto del gruppo è stato il già citato Let Me Be, tra l’altro in assoluto anche il primo singolo inedito di successo prodotto dalla Bliss che permette alla neonata casa discografica di espandersi e di assumere una certa credibilità presso le emittenti radiofoniche nazionale ed internazionale. Composto a settembre del 1993 e pubblicato nel febbraio del 1994, ha venduto in Italia quarantamila copie, immediatamente seguito da Take My Way, in aprile, e da Stay with Me, in settembre. Tutti e tre i pezzi hanno riscosso immediatamente un enorme successo nelle classifiche italiane ed europee, in particolare Stay with Me, che ha raggiunto il vertice della classifica dei singoli italiana, ma anche Let Me Be, che venne lanciata da Albertino dalle frequenze di Radio Deejay, ottenendo così un battesimo di tutto rispetto. Da quel momento, i Da Blitz cavalcarono l'onda del successo, esibendosi, tra l'altro, dal vivo in diverse località europee e straniere.
Se le prime tre canzoni (oltre al remix Movin' On (Puertorico RMX))  hanno visto la collaborazione di Jeffrey Jey per la parte rap maschile e del relativo testo e di Domenico Capuano nelle vesti di co-arrangiatore, le successive canzoni sono state totalmente realizzate dal duo, Viviana in qualità di autrice del testo e compositrice della linea melodica e Simone in qualità di compositore degli accordi e arrangiatore. I remix dei brani sempre curati da Simone e affiancato da un allora ancora poco noto disc jockey Gabry Ponte.
Nel 1995 sono stati pubblicati i singoli Movin' On e Take Me Back, che hanno segnato una nuova fase della produzione del gruppo, con l'intensificarsi dei BPM in una configurazione più progressive, sebbene Movin’ On fosse stato composto mesi prima, per poter consentire al duo una performance di trenta minuti durante il primo tour promozionale europeo. Anche queste canzoni hanno raggiunto ben presto le vette delle classifiche italiane e straniere, così come I Believe, che viene pubblicata nel 1996.
Nel 1997 sono usciti poi i singoli The Light of Love  e To Live Forever. I singoli da Movin’On a To live forever hanno segnato un sensibile cambiamento di rotta nella produzione, che si è lanciata nella sperimentazione di nuove melodie, contaminate da elementi di eurodance, progressive e house. Nel novembre 1997 la cantante Viviana lascia il gruppo per scadenza dei termini di contratto con l'etichetta Inprogress della Bliss Corporation. Un anno dopo, nel novembre 1998, anche Simone decide di lasciare la BlissCo. per terminare i suoi studi in farmacia.
L'ultimo singolo dei Da Blitz è datato 1998 e si intitola Love & Devotion. Quest'ultimo brano ha visto la partecipazione di una nuova cantante, Sharon May Lynn, al posto di Viviana e la collaborazione di Alex T in qualità di co-produttore a fianco dello stesso Simone. Tuttavia il singolo non ha riscosso i favori di critica dei precedenti successi.
Con quest'ultimo brano i Da Blitz escono definitivamente dalle scene musicali.

### D.B. Reloaded
Viviana Presutti e Simone Pastore, dopo la loro esperienza come Da Blitz, hanno concluso gli studi e/o hanno preso parte ad altre realtà musicali, spesso decisamente distanti dalla dance. Nel 2004 hanno deciso di far rinascere in proprio il gruppo Da Blitz, dando origine all'etichetta Presstore, dall'unione dei due cognomi Presutti e Pastore, e avente lo scopo di ricercare talenti da poter lanciare nel campo della musica dance, e al gruppo D.B. Reloaded col quale hanno pubblicato tre nuove canzoni: Revenge nel 2004 Catch Me Now nel 2005 e "Choose Funk" nel 2006. Tutte hanno riscosso un buon successo.

### Storia successiva
Viviana Presutti dopo l'avventura discografica, si appropria del suo pseudonimo Vivian B. (creato appositamente per lei in casa discografica e lanciato sul singolo vinile di "Let me be").
Dopo la cessazione del contratto discografico torna al suo primo amore, la musica dal vivo esibendosi con formazioni in locali di tutta Italia.
Dal 2002 Viviana Presutti (Vivian B.) diventa insegnante di canto moderno e Vocal Coach, lavoro primario che svolge insegnando in scuole di musica di Torino, della provincia di Torino e della provincia di Cuneo.
Simone ritorna in auge nel 2019 con il gruppo 90Degrees con il singolo Anni 90, rievocando usi e costumi tipici di quella decade.

## Formazione
- Simone Pastore
- Viviana Presutti - voce

## Discografia

### Album in studio
- 1994 - Euromanic Trance

### Singoli Da Blitz
- 1994 - Let Me Be
- 1994 - Take my way
- 1994 - Stay with me
- 1995 - Movin' On
- 1995 - Take Me Back
- 1996 - I Believe
- 1997 - To Live Forever
- 1997 - The Light of Love
- 1998 - Love & Devotion

### Singoli D.B. Reloaded
- 2004 - Revenge
- 2004 - Catch Me Now
- 2007 - Choose Funk